# Suosaari (ö i Finland, Birkaland, Nordvästra Birkaland)
Suosaari är en ö i Finland. Den ligger i sjön Korhosjärvi och i kommunen Kihniö i den ekonomiska regionen  Nordvästra Birkalands ekonomiska region  och landskapet Birkaland, i den sydvästra delen av landet, 250 km norr om huvudstaden Helsingfors. Öns area är 3,8 hektar och dess största längd är 430 meter i nord-sydlig riktning.